# Idiolychnus
Idiolychnus is een monotypisch geslacht van straalvinnige vissen uit de familie van lantaarnvissen (Myctophidae). Het geslacht is voor het eerst wetenschappelijk beschreven in 1978 door Nafpaktitis & Paxton.

## Soort
- Idiolychnus urolampus Gilbert & Cramer, 1897